# Stenogram

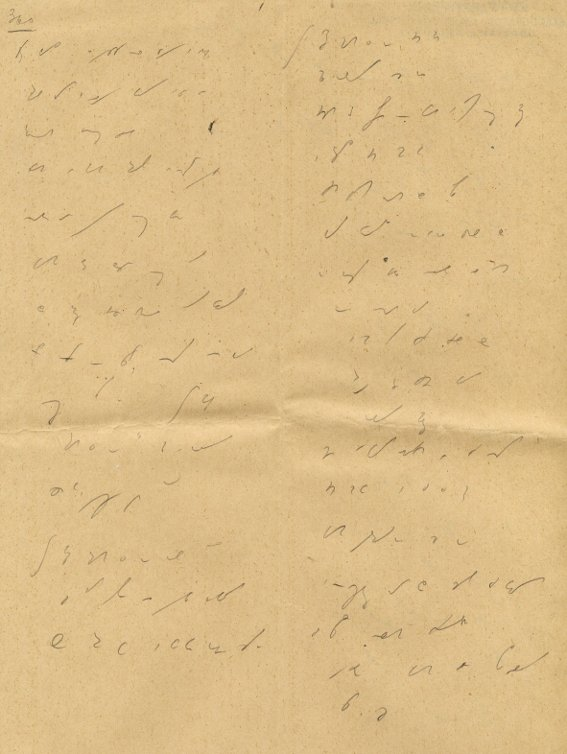
Stenogram zawodowego stenografa (skan pracy z konkursu szybkości)

Stenogram – efekt pracy stenografa, zapis przy pomocy metody stenografii przemówienia, wykładu, zebrania, dyskusji, debaty lub innych notatek. Dla zapewnienia jego czytelności dla nieobeznanych ze stenografią konieczna jest jego transkrypcja na alfabet powszechnie używany w danym kraju.
Stenogramem bywa określany również przetranskrybowany stenogram (np. stenogram z posiedzenia Sejmu). Takie rozumienie stanowi skrót myślowy, niezgodny ze ścisłym znaczeniem terminu.